# Unione Sportiva Carrarese "Pietrino Binelli" 1940-1941
Questa voce raccoglie le informazioni riguardanti l'Unione Sportiva Carrarese "Pietrino Binelli" nelle competizioni ufficiali della stagione 1940-1941.

## Rosa
| N. |                   | Ruolo | Calciatore         |
| -- | ----------------- | ----- | ------------------ |
|    | Italia (bandiera) | P     | Pietro Angelini    |
|    | Italia (bandiera) | D     | Domenico Bassi     |
|    | Italia (bandiera) | C     | Augusto Bugliani   |
|    | Italia (bandiera) | P     | Quinto Ceccatelli  |
|    | Italia (bandiera) | A     | Erasmo Franzoni    |
|    | Italia (bandiera) | D     | Alfio Gamboni      |
|    | Italia (bandiera) | A     | Almo Gerini        |
|    | Italia (bandiera) | D     | Renato Gorghi      |
|    | Italia (bandiera) | A     | Franco Grillone    |
|    | Italia (bandiera) | A     | Brian Guelfi       |
|    | Italia (bandiera) | A     | Filippo Martinelli |
|    | Italia (bandiera) | C     | Leandro Menconi    |

| N. |                   | Ruolo | Calciatore        |
| -- | ----------------- | ----- | ----------------- |
|    | Italia (bandiera) | A     | Silfido Menconi   |
|    | Italia (bandiera) | C     | Aldo Penso        |
|    | Italia (bandiera) | D     | Francesco Piccini |
|    | Italia (bandiera) | A     | P. Pisani         |
|    | Italia (bandiera) | C     | Loris Ravani      |
|    | Italia (bandiera) | A     | Odoardo Ricci     |
|    | Italia (bandiera) | A     | Achille Rizzo     |
|    | Italia (bandiera) | D     | G. Saogli         |
|    | Italia (bandiera) | A     | Lido Simonelli    |
|    | Italia (bandiera) | A     | A. Tiano          |
|    | Italia (bandiera) | C     | Narciso Zelesnich |